# Lonely Mountains: Downhill
Lonely Mountains: Downhill ist eine Downhill-Simulation des deutschen Entwicklers Megagon Industries aus dem Jahr 2019. Nach der ursprünglichen Veröffentlichung für Windows, Xbox One und PlayStation 4 im Oktober 2019, erschien der Indie-Titel 2020 auch für die Nintendo Switch. Lonely Mountains: Downhill wurde mit dem Deutschen Entwicklerpreis und dem Deutschen Computerspielpreis ausgezeichnet und von über 2,5 Millionen Spielern gespielt.

## Spielprinzip
Der Spieler startet mit seiner Spielfigur und einem Mountainbike auf dem Gipfel eines Berges und versucht in möglichst kurzer Zeit und ohne dabei zu stürzen zum Zeltlager im Tal zu gelangen. Auf dem Weg dorthin werden Kontrollpunkte passiert, an denen die Zwischenzeit gestoppt wird und von denen aus der Spieler im Falle eines Sturzes erneut starten kann. Im Tal angekommen werden die Zeiten aller Streckenabschnitte aufsummiert und eine Strafzeit je Sturz addiert. Das Ergebnis wird in die tagesaktuellen Highscores eingetragen, wodurch sich mit Freunden und anderen Fahrern weltweit gemessen werden kann.
Durch das Erreichen vorgegebener Streckenzeiten und anderer Herausforderungen schaltet der Spieler neue Strecken, Berge, Fahrräder, Rahmenlackierungen und Fahrer-Outfits frei. Während unterschiedliche Fahrräder durch veränderte Eigenschaften Einfluss auf das Fahrverhalten haben, dienen Rahmenlackierungen und Outfits lediglich kosmetischen Zwecken.
Die Strecken weisen stets einen offensichtlichen Verlauf auf, bieten jedoch zahlreiche Möglichkeiten, diese abseits der Hauptwege abzukürzen um so eine bessere Streckenzeit zu erzielen. Darüber hinaus sind auf jedem Berg mehrere Rastplätze versteckt, die es zu entdecken gilt. Die Berge im Spiel tragen fiktive Namen wie Graterhorn, Redmoor Peaks und Sierra Rivera und können sowohl im Tag-, als auch im Nachtmodus befahren werden. Neben mehreren Schwierigkeitsgraden bietet Lonely Mountains auch den Freerider-Modus, in dem mangels Kontrollpunkte die gesamte Talfahrt ohne Sturz erfolgen muss.

## Entwicklung
Die Entwicklung von Lonely Mountains: Downhill begann Mitte 2015 als Smartphone-Spiel. Als wichtigste Inspirationsquelle für die Spielmechanik diente dabei der 2015 veröffentlichte Smartphone-Titel Skiing Yeti Mountain des australischen Entwicklers Featherweight Games. Für die grafische Gestaltung ließen sich die Entwickler von Lara Croft Go und Monument Valley beeinflussen.
Nach etwa einem Jahr Entwicklungszeit ließen die positiven Reaktionen auf die ersten in sozialen Medien veröffentlichten Bilder das Potenzial hinter der Spielidee erahnen. Aus dem Smartphone-Titel wurde ein PC-Spiel mit Gamepad-Steuerung und die Entwickler arbeiteten von nun an in Vollzeit an Lonely Mountains. In der Folgezeit stellte das Team den Prototyp bei diversen Branchenevents und Spielemessen vor, erreichte eine Aufnahme in das Steam-Greenlight-Programm, bewarb sich erfolgreich für eine öffentliche Förderung durch das Medienboard Berlin-Brandenburg und sicherte die zweite Hälfte der Entwicklungsbudgets mit einer Crowdfunding-Kampagne auf Kickstarter.
Nachdem sich die Veröffentlichung mehrfach verzögert hatte, erschien Lonely Mountains: Downhill am 23. Oktober nach über vier Jahren Entwicklungszeit zeitgleich für Microsoft Windows, Xbox One und PlayStation 4. Etwa ein halbes Jahr später, am 7. Mai 2020, erschien auch die bereits in der Kickstarter-Kampagne angekündigte Fassung für Nintendo Switch. Seit der Veröffentlichung sind regelmäßig Aktualisierungen mit neuen Spielinhalten erschienen, darunter die kostenpflichtige Erweiterung Eldfjall Island.

## Rezeption
Lonely Mountains: Downhill erhielt überwiegend positive Kritiken der Computerspielpresse. Die Umsetzung für Nintendo Switch schnitt dabei am besten ab und erreichte einen Metascore von 84 aus 100 Punkten, basierend auf 17 Bewertungen. Vielfach gelobt werden die Atmosphäre, Grafik und das simple Spielprinzip. Hardcore Gamer bezeichnet den Titel als „bei weitem das beste Mountainbike-Spiel“ auf dem Markt. Edge bemängelt im Test, dass das Spiel ein gewisses Durchhaltevermögen erfordere, das viele Spieler nicht gewillt seien aufzubringen.
Ein Jahr nach Veröffentlichung hatte sich Lonely Mountains: Downhill über 60.000 Mal verkauft. Den größten Anteil der Verkäufe macht dabei die Nintendo-Switch-Version aus, trotz ihres deutlich späteren Erscheinens. Auf allen Plattformen zusammen verzeichnete der Titel bis Dezember 2021 über 2,5 Millionen Spieler.

### Auszeichnungen
- Gewinner des Deutschen Entwicklerpreises 2019 als Bestes Indie Game[11]
- Gewinner des Deutschen Computerspielpreises 2020 in der Kategorie Beste Innovation und Technologie[12]